# Thanh Xuân, Thanh Chương
Thanh Xuân là một xã thuộc huyện Thanh Chương, tỉnh Nghệ An, Việt Nam.

## Vị trí địa lý
Địa giới xã Thanh Xuân hiện nay có địa giới hành chính như sau:
- Phía đông giáp xã Thanh Lâm
- Phía bắc giáp các xã Thanh Lâm, Thanh Giang, Thanh Mai
- Phía tây giáp xã Thanh Mai
- Phía nam giáp các xã Sơn Lễ và Sơn Tiến, huyện Hương Sơn, tỉnh Hà Tĩnh.

## Văn hiến
Thời phong kiến
- Các danh tướng, danh thần: Trần Hưng Học, Trần Hưng Nhượng

Thời hiện đại
- Đảng viên 30-31: Đặng Thái Thụ, Đặng Sum.
- Các chí sĩ: Đặng Nguyên Cẩn, Đặng Thúc Hứa, Đặng Quỳnh Anh[2],...
- GS. Đặng Thai Mai, PGS.TS Trần Khánh Thành
- Thiếu tướng Nguyễn Cảnh Hiền
- Anh hùng Lực lượng vũ trang Nhân dân: Bùi Thanh Hường[3], Nguyễn Cảnh Dần[4].

Di tích
- Nhà thờ Trần Hưng Học
- Nhà thờ Trần Hưng Nhượng
- Nhà thờ họ Đặng và nhà lưu niệm Đặng Thai Mai

Giáo dục và Dân sinh
- Trường Tiểu học Đặng Thai Mai

Trường Tiểu học Trần Hưng Hoc
- Trường Trung học cơ sở Đặng Thai Mai